# Parlatoria boycei
Parlatoria boycei är en insektsart som beskrevs av Mckenzie 1952. Parlatoria boycei ingår i släktet Parlatoria och familjen pansarsköldlöss. Inga underarter finns listade i Catalogue of Life.